# Omar Ayuso
Pour les articles homonymes, voir Ayuso.
Omar Ayuso est un acteur espagnol, né le 26 mars 1998 à Madrid,. Il est révélé grâce au personnage d'Omar dans la série Élite sur  Netflix.

## Biographie

### Jeunesse et formation
Omar Ayuso est né à Madrid, et grandit à Manzanares el Real. Jeune déjà, il se voit acteur et, à quatorze ou quinze ans, assiste au film La Mauvaise Éducation (La mala educación) de Pedro Almodóvar (2004) : il souhaite être réalisateur.
Il étudie à l’université Charles-III de Madrid, malgré sa décision difficile entre « […] faire de la communication audiovisuelle ou étudier pour être acteur » (« […] Comunicación Audiovisual o estudiar para actor »).
Fin 2017, grâce à une camarade de classe étant allée au casting et lui montrant une photo d’Omar Ayuso alors que la direction recherchait le profil d’un jeune homme aux traits arabes âgé d'une vingtaine d'années, le jeune Madrilène fait son premier essai, puis un second avec Arón Piper : trois jours plus tard, il est engagé à interpréter le personnage Omar Shanaa, un musulman gay, dans la série espagnole Élite.

### Carrière
En janvier 2018, Omar Ayuso commence le tournage de la série Élite, qui diffuse en début octobre 2018 sur Netflix, jusqu'à la cinquième saison — à laquelle il fait ses adieux, en avril 2022. Il devient l’un des personnages préférés des téléspectateurs. En fin octobre de la même année, il apparaît dans l’épisode Réquiem... Mami de la série El Continental.
En 2019, il joue dans trois courts métrages dont Maras de Salvador Calvo, Ráfagas de vida salvaje de Jorge Cantos et Disseminare de Jools Beardon. En septembre 2019, il est engagé au premier long métrage 8 años de JD Alcázar,.
En janvier 2020, il apparaît dans le clip musical Juro que de Rosalía.
En janvier 2021, on annonce qu'il prépare son premier court métrage Matar a la madre (2022), en tant que scénariste, producteur et réalisateur.

### Vie privée
Omar Ayuso est ouvertement gay,. En mars 2020, il vit une relation amoureuse avec l’artiste Alonso Díaz.

## Image publique
En septembre 2019, la relation d'Omar Ayuso et Arón Piper à l'écran, dénommé « Omander », et l'amitié hors écran a créé un suivi mondial,. Cela favorise la visibilité LGBT, bien qu'Omar Ayuso résiste à l'idée de se servir de modèle,. En tant qu'homosexuel, il fait l'objet de commentaires homophobes. Il pense que le soutien généralisé pour sa relation à l'écran avec Piper est dû au fait qu'il est plus facile « pour les personnes homophobes d'accepter les homosexuels dans la fiction que dans la vraie vie ».
Il a une image transgressive qui inclut des choix de façon provocateurs en public et sur les réseaux sociaux,.

## Filmographie

### Courts métrages
- 2019 : Maras de Salvador Calvo
- 2019 : Ráfagas de vida salvaje de Jorge Cantos : Luiso
- 2019 : Disseminare de Jools Beardon : Denzo
- 2021 : La Tarotista de Martina Hache : lui-même

### Séries télévisées
- 2018 : El Continental (saison 1, épisode 7 : Réquiem... Mami)
- 2018-2024 : Élite : Omar Shanaa (rôle principal saisons 1 à 5, 7 et 8)
- 2023 : Los farad (8 épisodes)

### Clip musical
- 2018 : Merlí de Miss Caffeina[23]
- 2020 : Juro que de Rosalía

## Voix française
En France
- Romain Altché dans Élite